# Dubstar
Dubstar es una banda británica de dance pop y música electrónica formada en Newcastle-upon-Tyne por Chris Wilkie y Steve Hillier en 1992. Conocida por sus sencillos Stars, No More Talk, Anywhere y Not So Manic Now.

## Historia
Originalmente formados como dúo bajo el nombre de The Joans, Wilkie a la guitarra y Hillier voz y teclados. Gavin Lee se incorporaría en otoño tocando la batería y el bajo, aunque éste abandonaría el grupo el año siguiente para seguir su carrera en la British Airways. Sarah Blackwood fue invitada a unirse al grupo en agosto de 1993 después que su novio dejara accidentalmente en el apartamento de Steve Hillier, una cinta de casete en la que ella cantaba. A principios de 1994 Sarah Blackwood sustituyó a Steve Hillier como vocalista.
Graeme Robinson se convirtió en su mánager después de verlos actuar en club poco concurrido de Newcastle en marzo de 1994. Robinson renombró al grupo, les facilitó un estudio y produjo de forma independiente las demos de 17 canciones con las que atrajo la atención del experiodista musical Andy Ross. Rápidamente los contrató para su sello discográfico Food Records (comercializado a través de EMI UK). Ross contrató los servicios del productor de Pet Shop Boys y New Order, Stephen Hague quien coproduciría varias canciones con Robinson de su primer álbum de debut Disgraceful (1995). 
El álbum entró en las listas de éxitos en julio de 1995 y en enero de 1996 Dubstar había alcanzado el Top 20 en la lista de sencillos del Reino Unido con Not So Manic Now, seguido de Stars que alcanzó el top de la lista.
Hague produjo el segundo álbum Goodbye (1997) en su enorme estudio de Nueva York. El tercer y último álbum original de la banda, Make it Better, fue lanzado en 2000. En 2004 fue lanzado un álbum recopilatorio bajo el título Best of.
En 2002, Sarah Blackwood fue invitada a reemplazar a Xan Tyler en la banda Technique para acompañar en su gira europea a Depeche Mode. Poco después, Blackwood, junto a Kate Holmes, la otra integrante de la banda, deciden escribir juntas y formar un nuevo grupo, Client.
El 12 de abril de 2010, Dubstar lanzó una versión del tema I'm in Love with a German Film Star para un proyecto de Amnistía Internacional. Blackwood confirmó en una entrevista en BBC 6 music que la banda volvía a estar junta y que preparaban la grabación de un nuevo álbum aunque ella seguiría grabando también con Client.
El 1 de junio de 2018, la banda lanzó inesperadamente un nuevo sencillo, "Waltz no.9". A través de su sitio web, revelaron que el tema formaba parte de un nuevo álbum que fue finalmente publicado el 12 de octubre de 2018 con el título de One.
El 27 de agosto de 2020, Dubstar lanzó una canción, acompañada de vídeo musical, inspirada en la Pandemia de COVID-19 titulada "Hygiene Strip". Más tarde, ese mismo año, el dúo lanzó la canción disco-pop "I Can See You Outside", que se grabó durante el confinamiento en el Reino Unido y que fue coproducida con Stephen Hague.
Dubstar anunció a través de Facebook, el 27 de agosto de 2021, un nuevo sencillo titulado "Tectonic Plates", coproducido por Stephen Hague y Chris Wilkie, que se lanzó el 8 de septiembre en el sello Northern Writes. El 6 de mayo de 2022 publicaron el álbum Two.

## Discografía

### Álbumes de estudio
- Disgraceful (1995).
- Disgraceful (remezcla, 1996).
- Goodbye (1997).
- Make It Better (2000).
- One (2018)
- Two (2022)

### Recopilatorios
- Stars: The Best of Dubstar.[4]